# Phyllomacromia flavimitella
Phyllomacromia flavimitella är en trollsländeart som först beskrevs av Elliot C.G. Pinhey 1966.  Phyllomacromia flavimitella ingår i släktet Phyllomacromia och familjen skimmertrollsländor. IUCN kategoriserar arten globalt som livskraftig. Inga underarter finns listade i Catalogue of Life.